# Lançon (Ardenas)
 Lançon  es una población y comuna francesa, en la región de Champaña-Ardenas, departamento de Ardenas, en el distrito de Vouziers y cantón de Grandpré.
Está integrada en la Communauté de communes de l'Argonne Ardennaise.

## Demografía
| 264 | 322 | 305 | 305 | 347 | 348 | 339 | 324 | lac. | lac. | 267 | 232 | 216 | 214 | 189 | 199 | 193 | 190 | 175 | 143 | 113 | 100 | 90 | 91 | 89 | 91 | 70 | 43 | 43 | 34 | 41 | 40 | 39 | 41 |
| Para los censos de 1962 a 1999 la población legal corresponde a la población sin duplicidades (Fuente: INSEE [Consultar]) |     |     |     |     |     |     |     |      |      |     |     |     |     |     |     |     |     |     |     |     |     |    |    |    |    |    |    |    |    |    |    |    |    |